# Saint-Agathon
Saint-Agathon är en kommun i departementet Côtes-d'Armor i regionen Bretagne i nordvästra Frankrike. Kommunen ligger i kantonen Guingamp som tillhör arrondissementet Guingamp. År 2022 hade Saint-Agathon 2 202 invånare.

## Befolkningsutveckling
Antalet invånare i kommunen Saint-Agathon
Referens:INSEE